# Зюнхинг
Зюнхинг (нем. Sünching) — община в Германии, в земле Бавария. 
Подчиняется административному округу Верхний Пфальц. Входит в состав района Регенсбург. Подчиняется управлению Зюнхинг. Население составляет 1898 человек (на 31 декабря 2010 года). Занимает площадь 19,41 км².
Община подразделяется на 4 сельских округа.

## Население
По оценке на 31 декабря 2015 года население общины Зюнхинг составляет 2024 чел. 

| Дата      | 1840 | 1871 | 1900 | 1925 | 1939 | 1950 | 1961 | 1970 | 1987 | 2011 |
| --------- | ---- | ---- | ---- | ---- | ---- | ---- | ---- | ---- | ---- | ---- |
| Население | 976  | 1437 | 1669 | 1532 | 1456 | 2205 | 1703 | 1598 | 1677 | 1936 |

| Год       | 1960 | 1970 | 1980 | 1990 | 2000 | 2009 | 2010 | 2011 | 2012 | 2013 | 2014 | 2015 |
| --------- | ---- | ---- | ---- | ---- | ---- | ---- | ---- | ---- | ---- | ---- | ---- | ---- |
| Население | 1684 | 1621 | 1610 | 1720 | 1899 | 1927 | 1898 | 1967 | 2002 | 2029 | 1997 | 2024 |